# Jacques Delannoy
Pour les articles homonymes, voir Delannoy.
Jacques Delannoy, né le 5 août 1912 à Douai (Nord) et mort le 20 février 1958, est un footballeur français évoluant au poste d'attaquant.

## Carrière
Jacques Delannoy évolue à l'Olympique lillois de 1931 à 1936 et remporte le Championnat de France de football D1 1932-1933. Il est vice-champion en 1936. En 1932, il connaît sa première et unique sélection en équipe de France de football.
Il affronte sous le maillot bleu lors d'un match amical la Yougoslavie le 5 juin 1932. Les Français s'inclinent sur le score de deux buts à un.